# عیدمون
عیدمون [به عربی: عیدمون] یک منطقهٔ مسکونی در لبنان است که در شهرستان عکار واقع شده‌است. عیدمون ۷۴۵ متر بالاتر از سطح دریا واقع شده‌است.